# St. Aegidien (Heßberg)

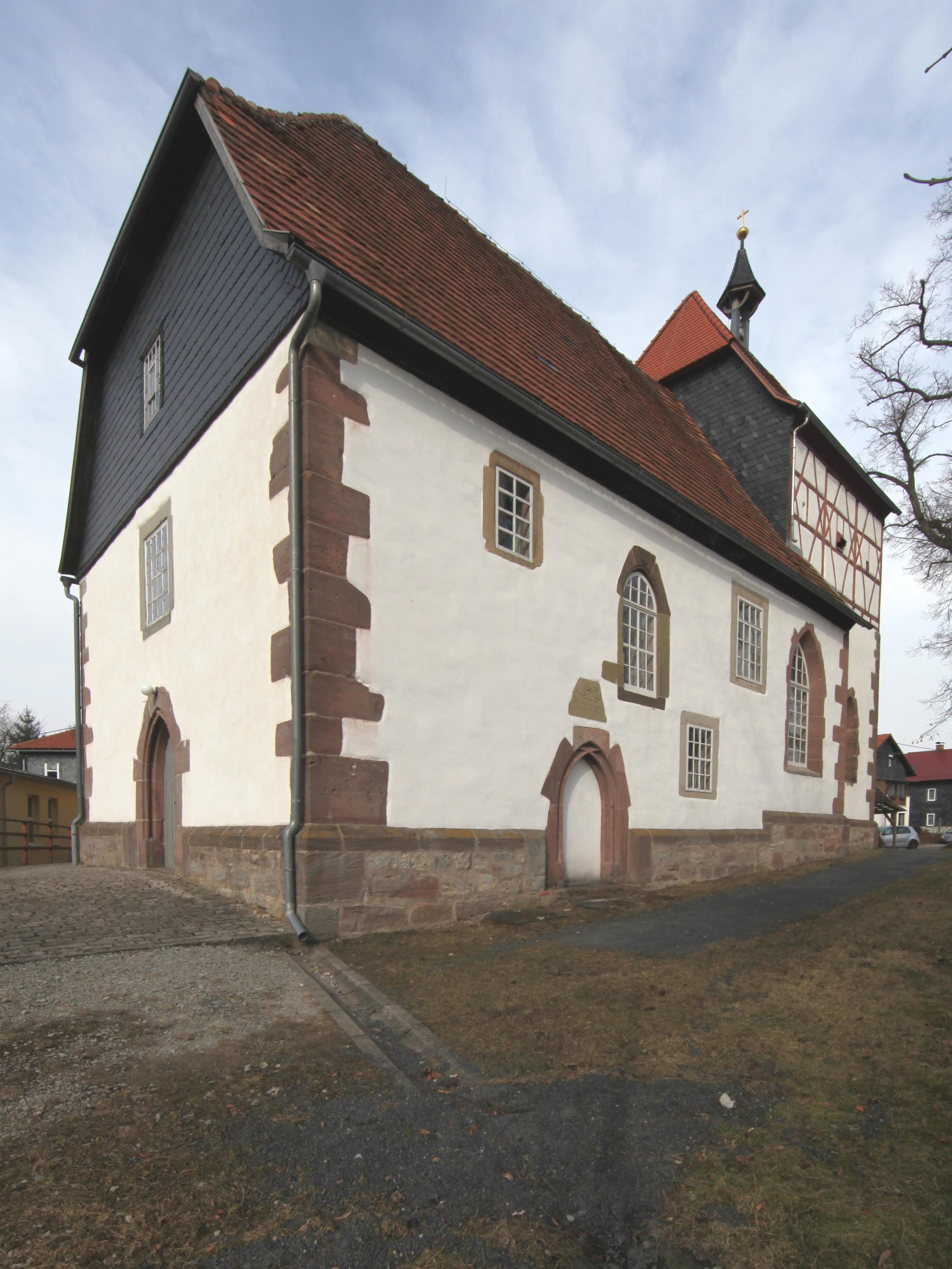
St. Aegidien

Die evangelische Kirche St. Aegidien steht im Ortsteil Heßberg der Gemeinde Veilsdorf im Landkreis Hildburghausen in Thüringen.

## Geschichte
Um 800 gründete der von Karl dem Großen besiegte Hessio auf seinem Rückzug in Heßberg die Kapelle Aegidien. Die an Stelle der Kapelle im Jahre 1425 erbaute Aegidienkirche ist ein Juwel. Der Kirchturm ist im Fachwerkstil „Wilder Mann“ erbaut. Innen besitzt das Gotteshaus einen sichtbar aufschwebenden steinernen gotischen Triumphbogen im Chor und über dem Taufstein mit feinem Blattwerk. Das Kreuzgewölbe besitzt gekehlte Rippen. Die Emporen sind barock mit Bildern vom Leben Jesu und den zwölf Aposteln bemalt. Im Sommer 1982 wurden die Kirche und der Turm außen renoviert.
1995 wurde die Orgel erneuert und ab dem Jahr 2000 die Kirche unter Beachtung denkmalpflegerischer Grundsätze erneuert und instand gesetzt.